# Plagiosaure
El plagiosaure (Plagiosaurus) és un gènere d'amfibi temnospòndil que va viure al període Triàsic.